# Richard Jewell (film)
Richard Jewell (případně The Ballad of Richard Jewell) je americký film režiséra Clinta Eastwooda. Scénář napsal Billy Ray podle článku novinářky Marie Brenner o Richardu Jewellovi. Hrají v něm Paul Walter Hauser, Sam Rockwell, Kathy Batesová, Olivia Wildeová a další. Americká premiéra byla 13. prosince 2019.

## Produkce
Film byl oznámen v únoru 2014 s tím, že jej budou produkovat Leonardo DiCaprio a Jonah Hill, kteří si ve filmu zároveň zahrají hlavní role. Hill měl hrát Richarda Jewella, zatímco DiCaprio měl ztvárnit jeho právníka. O režii měl zájem Paul Greengrass. V roce 2015 měl film režírovat Clint Eastwood. Již v roce 2016 však byl do této pozice obsazen Ezra Edelman. Svého času byl na pozici režiséra rovněž zvažován David O. Russell. V dubnu 2019 bylo oznámeno, že film nakonec natočí Eastwood, přičemž v této fázi se Hill a DiCaprio na projektu podíleli pouze jako producenti. Natáčení probíhalo od června do srpna 2019.